# 19. Kongress der Vereinigten Staaten
Der 19. Kongress der Vereinigten Staaten, bestehend aus dem Repräsentantenhaus und dem Senat, war die Legislative der Vereinigten Staaten. Seine Legislaturperiode dauerte vom 4. März 1825 bis zum 4. März 1827. Alle Abgeordneten des Repräsentantenhauses sowie ein Drittel der Senatoren (Klasse III) waren im Jahr 1824 bei den Kongresswahlen gewählt worden. Dabei ergab sich im Senat eine Mehrheit für die Anhänger von Andrew Jackson, den nach ihm benannten Jacksonians. Im Repräsentantenhaus waren deren Gegner, die Anti-Jacksonians, in der Mehrheit. Der Kongress tagte in der amerikanischen Bundeshauptstadt Washington, D.C. Die Vereinigten Staaten bestanden damals aus 24 Bundesstaaten. Präsident war John Quincy Adams. Die Sitzverteilung im Repräsentantenhaus basierte auf der Volkszählung von 1820.

## Wichtige Ereignisse
Siehe auch 1825 1826 und 1827
- 4. März 1825: Beginn der Legislaturperiode des 19. Kongresses. Gleichzeitig wird John Quincy Adams in sein neues Amt als US-Präsident eingeführt. Er löst James Monroe ab. Adams war erst im Februar 1825 vom Kongress gewählt worden. Diese Art der Wahl wurde notwendig, weil bei der regulären Wahl 1824 keiner der Kandidaten (unter ihnen auch Andrew Jackson) eine ausreichende Mehrheit erhalten hatte. Siehe auch Präsidentschaftswahlen des Jahres 1824.
- Während der Legislaturperiode und darüber hinaus ändert sich das politische Klima in den Vereinigten Staaten. Die Era of Good Feelings ist vorüber und die Demokratischen Republikaner spalten sich in zwei gegnerische Lager auf. Auf der einen Seite stehen Andrew Jackson und seine Anhänger, aus denen die modernen Demokraten hervorgehen, und auf der anderen Seite die National Republicans, die von Präsident John Quincy Adams und Henry Clay angeführt werden.
- 26. Oktober 1825: Eröffnung des Eriekanals.
- 4. Juli 1826: Am 50. Jahrestag der Unabhängigkeitserklärung sterben die früheren Präsidenten und Mitverfasser dieser Erklärung Thomas Jefferson und John Adams.
- 1826 Bei den Kongresswahlen gewinnen die Jacksonians die Mehrheit in beiden Kammern.

## Zusammensetzung nach Parteien

### Senat
- Jacksonians: 26
- Anti-Jacksonians: 22
- Sonstige: 0
- Vakant: 0

Gesamt: 48 Stand am Ende der Legislaturperiode.

### Repräsentantenhaus
- Jacksonians: 104
- Anti-Jacksonians: 109
- Sonstige: 0
- Vakant: 0

Gesamt: 213 Stand am Ende der Legislaturperiode
Außerdem gab es noch drei nicht stimmberechtigte Kongressdelegierte.

## Amtsträger

### Senat
- Präsident des Senats: John C. Calhoun (J)
- Präsident pro tempore: John Gaillard (J) bis zum 4. Dezember 1825, danach Nathaniel Macon (J)

### Repräsentantenhaus
- Sprecher des Repräsentantenhauses: John W. Taylor (AJ)

## Senatsmitglieder
Im 19. Kongress vertraten folgende Senatoren ihre jeweiligen Bundesstaaten:
| Alabama - 2. William R. King (J) - 3. Henry H. Chambers (J) bis zum 24. Januar 1826 - Israel Pickens (J) vom 17. Februar bis zum 27. November 1826 - John McKinley (J) ab dem 27. November 1826 Connecticut - 1. Henry W. Edwards (J) - 3. Calvin Willey (AJ) ab dem 4. Mai 1825 Delaware - 1. Thomas Clayton (AJ) - 2. Nicholas Van Dyke (AJ) bis zum 21. Mai 1826 - Daniel Rodney ab dem 8. November 1826 bis zum 12. Januar 1827 - Henry M. Ridgely (J) ab dem 23. Januar 1827 Georgia - Thomas W. Cobb (J) - 3. John MacPherson Berrien (J) Illinois - 2. Jesse B. Thomas (AJ) - 3. Elias Kane (J) Indiana - 1. James Noble (AJ) - 3. William Hendricks (AJ) Kentucky - 2. Richard Mentor Johnson (J) - 3. John Rowan (J) Louisiana - 2. Charles Bouligny (AJ) - 3. Josiah S. Johnston (AJ) Maine - 1. John Holmes (AJ) - 2. John Chandler (J) Maryland - 1. Samuel Smith (J) - 3. Edward Lloyd (J) bis 14. Januar 1826 - Ezekiel F. Chambers (AJ) ab dem 24. Januar 1826 Massachusetts - 1. Elijah H. Mills (AJ) - 2. James Lloyd (AJ) bis zum 23. Mai 1826 - Nathaniel Silsbee (AJ) ab dem 31. Mai 1826 Mississippi - 1. David Holmes (J) bis zum 25. September 1825 - Powhatan Ellis (J) zwischen dem 28. September 1825 und dem 28. Januar 1826 - Thomas Buck Reed (J) ab dem 28. Januar 1826 - 2. Thomas Hill Williams (J) | Missouri - 1. Thomas Hart Benton (J) - 3. David Barton (AJ) New Hampshire - 2. Samuel Bell (AJ) - 3. Levi Woodbury (J) ab dem 16. März 1825 New Jersey - 1. Joseph McIlvaine (AJ) bis zum 19. August 1826 - Ephraim Bateman (AJ) ab dem 10. November 1826 - 2. Mahlon Dickerson (J) New York - 1. Martin Van Buren (J) - 3. Nathan Sanford (AJ) ab dem 14. Januar 1826 North Carolina - 2. John Branch (J) - 3. Nathaniel Macon (J) Ohio - 1. Benjamin Ruggles (AJ) - 3. William Henry Harrison (AJ) Pennsylvania - 1. William Findlay (J) - 3. William Marks (AJ) Rhode Island - 1. James De Wolf (AJ) bis zum 31. Oktober 1825 - Asher Robbins (AJ) ab dem 31. Oktober 1825 - 2. Nehemiah R. Knight (AJ) South Carolina - 2. Robert Young Hayne (J) - 3. John Gaillard (J) bis zum 26. Februar 1826 - William Harper (J) zwischen dem 8. März und dem 29. November 1826 - William Smith (J) ab dem 29. November 1826 Tennessee - 1. John Henry Eaton (J) - 2. Andrew Jackson (J) bis zum 14. Oktober 1825 - Hugh Lawson White (J) ab dem 28. Oktober 1825 Vermont - 1. Horatio Seymour (AJ) - 3. Dudley Chase (AJ) Virginia - 1. James Barbour (J) bis zum 7. März 1825 - John Randolph (J) ab dem 26. Dezember 1825 - 2. Littleton Waller Tazewell (J) |

## Mitglieder des Repräsentantenhauses
Folgende Kongressabgeordnete vertraten im 19. Kongress die Interessen ihrer jeweiligen Bundesstaaten:
| Alabama 3 Wahlbezirke - 1. Gabriel Moore (J) - 2. John McKee (J) - 3. George Washington Owen (J) Connecticut Alle Abgeordneten wurden staatsweit gewählt. - Noyes Barber (AJ) - John Baldwin (AJ) - Ralph Isaacs Ingersoll (AJ) - Orange Merwin (AJ) - Gideon Tomlinson (AJ) - Elisha Phelps (AJ) Delaware Staatsweite Wahl - Louis McLane (J) Georgia Alle Abgeordneten wurden staatsweit gewählt. - George Cary (J) - Alfred Cuthbert (J) - John Forsyth (J) - Charles Eaton Haynes (J) - James Meriwether (J) - Edward Fenwick Tattnall (J) - Wiley Thompson (J) Illinois Staatsweite Wahlen - Daniel Pope Cook (AJ) Indiana 3 Wahlbezirke - 1. Ratliff Boon (J) - 2. Jonathan Jennings (AJ) - 3. John Test (AJ) Kentucky 12 Wahlbezirke - 1. David Trimble (AJ) - 2. Thomas Metcalfe (AJ) - 3. Henry Clay (AJ) bis zum 6. März 1825 - James Clark (AJ) ab dem 1. August 1825 - 4. Robert Letcher (AJ) - 5. James Johnson (J) bis zum 13. August 1826 - Robert L. McHatton (J) ab dem 7. Dezember 1826 - 6. Joseph Lecompte (J) - 7. Thomas Patrick Moore (J) - 8. Richard Aylett Buckner (AJ) - 9. Charles A. Wickliffe (J) - 10. Francis Johnson (AJ) - 11. William Singleton Young (AJ) - 12. Robert Pryor Henry (J) bis zum 25. August 1826 - John Flournoy Henry (AJ) ab dem 11. Dezember 1826 Louisiana 3 Wahlbezirke - 1. Edward Livingston (J) - 2. Henry Hosford Gurley (AJ) - 3. William Leigh Brent (AJ) Maine 7 Wahlbezirke - 1. William Burleigh (AJ) - 2. John Anderson (J) - 3. Ebenezer Herrick (AJ) - 4. Peleg Sprague (AJ) - 5. Enoch Lincoln (AJ) bis 1826, genaues Datum unbekannt - James Wheelock Ripley (J) ab dem 11. September 1826 - 6. Jeremiah O’Brien (AJ) - 7. David Kidder (AJ) Maryland 8 Wahlbezirke. Der Fünfte Wahlbezirk stellte zwei Abgeordnete. - 1. Clement Dorsey (AJ) - 2. Joseph Kent (AJ) bis zum 6. Januar 1826 - John Crompton Weems (J) ab dem 1. Februar 1826 - 3. George Peter (J) - 4. Thomas Contee Worthington (AJ) - 5A. John Barney (AJ) - 5B. Peter Little (AJ) - 6. George Edward Mitchell (J) - 7. John Leeds Kerr (AJ) - 8. Robert N. Martin (AJ) Massachusetts 13 Wahlbezirke - 1. Daniel Webster (AJ) - 2. Benjamin Crowninshield (AJ) - 3. John Varnum (AJ) - 4. Edward Everett (AJ) - 5. John Davis (AJ) - 6. John Locke (AJ) - 7. Samuel Clesson Allen (AJ) - 8. Samuel Lathrop (AJ) - 9. Henry W. Dwight (AJ) - 10. John Bailey (AJ) - 11. Aaron Hobart (AJ) - 12. Francis Baylies (J) - 13. John Reed (AJ) Mississippi Staatsweite Wahlen - Christopher Rankin (J) bis zum 14. März 1826 - William Haile (J) ab dem 10. Juli 1826 Missouri - John Scott (AJ) New Hampshire Alle Abgeordneten wurden staatsweit gewählt. - Ichabod Bartlett (AJ) - Titus Brown (AJ) - Nehemiah Eastman (AJ) - Jonathan Harvey (J) - Joseph Healy (AJ) - Thomas Whipple (AJ) New Jersey Alle Abgeordneten wurden staatsweit gewählt - George Cassedy (J) - Lewis Condict (AJ) - Daniel Garrison (J) - George Holcombe (J) - Samuel Swan (AJ) - Ebenezer Tucker (AJ) New York 30 Wahlbezirke. Der 3. Wahlbezirk stellte drei Abgeordnete und der 20. und 26. jeweils zwei. - 1. Silas Wood (AJ) - 2. Joshua Sands (AJ) - 3A. Churchill C. Cambreleng (J) - 3B. Jeromus Johnson (J) - 3C. Gulian C. Verplanck (J) - 4. Aaron Ward (AJ) - 5. Bartow White (AJ) - 6. John Hallock (J) - 7. Abraham B. Hasbrouck (AJ) - 8. James Strong (AJ) - 9. William McManus (AJ) - 10. Stephen Van Rensselaer III. (AJ) - 11. Henry Ashley (J) - 12. William Dietz (J) - 13. William G. Angel (J) - 14. Henry R. Storrs (AJ) - 15. Michael Hoffman (J) - 16. Henry Markell (AJ) - 17. John W. Taylor (AJ) - 18. Henry C. Martindale (AJ) - 19. Henry H. Ross (AJ) - 20A. Nicoll Fosdick (AJ) - 20B. Egbert Ten Eyck (J) bis zum 15. Dezember 1825 - Daniel Hugunin (AJ) ab dem 15. Dezember 1825 - 21. Elias Whitmore (AJ) - 22. John Miller (AJ) - 23. Luther Badger (AJ) - 24. Charles Kellogg (AJ) - 25. Charles Humphrey (AJ) - 26A. Dudley Marvin (AJ) - 26B. Robert S. Rose (AJ) - 27. Moses Hayden (AJ) - 28. Timothy H. Porter (AJ) - 29. Parmenio Adams (AJ) - 30. Daniel G. Garnsey (J) | North Carolina 13 Wahlbezirke - 1. Lemuel Sawyer (J) - 2. Willis Alston (J) - 3. Richard Hines (J) - 4. John Heritage Bryan (J) - 5. Gabriel Holmes (J) - 6. Weldon Nathaniel Edwards (J) - 7. Archibald McNeill (J) - 8. Willie Person Mangum (J) bis zum 18. März 1826 - Daniel Laurens Barringer (J) ab dem 4. Dezember 1826 - 9. Romulus Mitchell Saunders (J) - 10. John Long (AJ) - 11. Henry William Connor (J) - 12. Samuel Price Carson (J) - 13. Lewis Williams (AJ) Ohio 14 Wahlbezirke - 1. James Findlay (J) - 2. John Woods (AJ) - 3. William McLean (AJ) - 4. Joseph Vance (AJ) - 5. John Wilson Campbell (AJ) - 6. John Thomson (J) - 7. Samuel Finley Vinton (AJ) - 8. William Wilson (AJ) - 9. Philemon Beecher (AJ) - 10. David Jennings (AJ) bis zum 25. Mai 1826 - Thomas Shannon (AJ) ab dem 4. Dezember 1826 - 11. John C. Wright (AJ) - 12. John Sloane (AJ) - 13. Elisha Whittlesey (AJ) - 14. Mordecai Bartley (AJ) Pennsylvania 18 Wahlbezirke. Der 7., 8., 11., und 16. Wahlbezirk stellte je zwei Abgeordnete. Der 4. und 9. stellte sogar drei Abgeordnete. Die restlichen je einen. - 1. John Wurts (J) - 2. Joseph Hemphill (J) bis 1826, genaues Datum unbekannt - Thomas Kittera (AJ) ab dem 10. Oktober 1826 - 3. Daniel H. Miller (J) - 4A. James Buchanan (J) - 4B. Samuel Edwards (J) - 4C. Charles Miner (AJ) - 5. Philip Swenk Markley (AJ) - 6. Robert Harris (J) - 7A. William Addams (J) - 7B. Henry Wilson (J) bis 14. August 1826 - Jacob Krebs (J) ab dem 4. Dezember 1826 - 8A. Samuel D. Ingham (J) - 8B. George Wolf (J) - 9A. George Kremer (J) - 9B. Samuel McKean (J) - 9C. Espy Van Horne (J) - 10. James S. Mitchell (J) - 11A. John Findlay (J) - 11B. James Wilson (AJ) - 12. John Mitchell (J) - 13. Alexander Thomson (J) bis zum 1. Mai 1826 - Chauncey Forward (J) ab dem 4. Dezember 1826 - 14. Andrew Stewart (J) - 15. Joseph Lawrence (AJ) - 16A. James Allison (J) bis 1825 vor dem ersten Kongresszusammentritt - Robert Orr (J) ab 11. Oktober 1825 - 16B. James S. Stevenson (J) - 17. George Plumer (J) - 18. Patrick Farrelly (J) bis zum 12. Januar 1826 - Thomas Hale Sill (AJ) ab dem 14, März 1826 Rhode Island Alle Abgeordneten wurden staatsweit gewählt. - Tristam Burges (AJ) - Dutee Jerauld Pearce (AJ) South Carolina 9 Wahlbezirke - 1. Joel Roberts Poinsett (J) bis zum 7. März 1825 - William Drayton (J) ab dem 17. Mai 1825 - 2. James Hamilton (J) - 3. Thomas R. Mitchell (J) - 4. Andrew R. Govan (J) - 5. George McDuffie (J) - 6. John Wilson (J) - 7. Joseph Gist (J) - 8. John Carter (J) - 9. Starling Tucker (J) Tennessee 9 Wahlbezirke - 1. John Blair (J) - 2. John Alexander Cocke (J) - 3. James Coffield Mitchell (J) - 4. Jacob C. Isacks (J) - 5. Robert Allen (J) - 6. James K. Polk (J) - 7. Sam Houston (J) - 8. John Hartwell Marable (J) - 9. Adam Rankin Alexander (J) Vermont Alle Abgeordneten wurden staatsweit gewählt - William Czar Bradley (AJ) - Rollin Carolas Mallary (AJ) - George Edward Wales (AJ) - Ezra Meech (J) - John Mattocks (AJ) Virginia 22 Wahlbezirke - 1. Thomas Newton (AJ) - 2. James Trezvant (J) - 3. William S. Archer (J) - 4. Mark Alexander (J) - 5. John Randolph (J) bis zum 26. Dezember 1825 - George William Crump (J) ab dem 21. Januar 1826 - 6. Thomas Davenport (J) - 7. Nathaniel Claiborne (J) - 8. Burwell Bassett (J) - 9. Andrew Stevenson (J) - 10. William Cabell Rives (J) - 11. Robert Taylor (AJ) - 12. Robert Garnett (J) - 13. John Taliaferro (AJ) - 14. Charles F. Mercer (AJ) - 15. John S. Barbour (J) - 16. William Armstrong (AJ) - 17. Alfred H. Powell (AJ) - 18. Joseph Johnson (J) - 19. William McCoy (J) - 20. John Floyd (J) - 21. William Smith (J) - 22. Benjamin Estil (AJ) |

Nicht stimmberechtigte Mitglieder im Repräsentantenhaus:
- Arkansas-Territorium: Henry Wharton Conway
- Florida-Territorium: Joseph M. White
- Michigan-Territorium: Austin Eli Wing